# 콘스탄츠
콘스탄츠(Konstanz)는 독일 남쪽 보덴호에 위치한 도시로, 보덴호와 맑은 날에는 바로 스위스의 알프스가 보여 관광지로 유명한 도시이다. 콘스탄츠 공의회(Konstanzer Konzil 1414~1418)의 개최지이다.

## 역사
콘스탄츠 문명의 첫 번째 흔적은 석기 시대 후기로 거슬러 올라간다. 아우구스투스의 통치기간 동안 다뉴브 남쪽에 거주하던 켈트족은 로마인에게 정복당했다. 서기 40년경, 최초의 로마인들이 이곳에 정착했다. 라인강 왼쪽 강둑에 있는 이 작은 마을은 아마도 처음에는 드루소마구스(Drusomagus)라고 불렸으며, 로마 속주인 라에티아에 속해 있었을 것이다.
원래 콘스탄티아(Constantia)라는 이름은 300년경에 이 지역에서 알레만니족과 싸워 강력한 요새를 건설한 로마 황제 콘스탄티우스 클로루스 또는 그의 손자 콘스탄티우스 2세에게서 따온 것이다. 그는 354년에 이 지역을 방문했다. 후기 로마 요새인 콘스탄티아의 유적은 2003년에 발견되었다.
585년경에 첫 번째 주교는 콘스탄츠에 거처를 잡았고, 이것은 영적 중심지로서의 도시의 중요성의 시작을 알렸다. 중세 말까지 콘스탄츠의 6,000명의 주민 중 약 4분의 1이 성직자의 권리 때문에 세금이 면제되었다.
중세 시대에는 무역이 번성했다. 콘스탄츠는 라인강을 가로지르는 이 지역의 유일한 다리를 소유하여 슈바벤 공국의 전략적 위치가 되었다. 아마포 생산은 콘스탄츠를 국제적으로 명성을 떨치게 만들었고, 번성했다. 1192년에 콘스탄츠는 제국 도시의 지위를 얻었으므로 이후로는 신성 로마 제국 황제에게만 종속되었다.
1414년에서 1418년 사이에 콘스탄츠 공의회가 열렸고, 그 동안 1415년 7월 6일에 로마 카톨릭 교회에 의해 기독교에 대한 위협으로 여겨졌던 얀 후스(체코의 종교 사상가, 철학자, 개혁가)가 화형당했다. 이곳에서 교황의 분열이 종식되고, 교황 마르티노 5세가 알프스 북쪽에서 열린 유일한 콘클라베에서 선출되었다. 울리히 폰 리헨탈이 해설한 콘스탄츠 공의회 연대기는 공의회 기간 동안 일어난 모든 주요 사건과 중세 콘스탄츠의 일상생활을 보여준다. 콘 질게 보데콘클라베가 열렸던 곳은 아직도 항구 옆에 서 있는 것을 볼 수 있다. 근처에는 공의회를 풍자적으로 기념하기 위해 1993년에 세워진 동상인 임페리아(Imperia)가 있다.
1460년에 구스위스 연방은 콘스탄츠의 자연 배후지인 투르가우를 정복했다. 그 후 콘스탄츠는 스위스 연방에 가입하려고 시도했지만, 삼림주에서는 과도한 도시 국가를 두려워하여 가입에 반대했다. 콘스탄츠는 대신 슈바벤 동맹에 합류했다. 1499년의 슈바벤 전쟁에서 콘스탄츠는 투르가우에 대한 마지막 특권을 연방에 잃었다.
1520년대에 콘스탄츠에서 암브로시우스 블라러가 이끄는 프로테스탄트 종교개혁이 일어났다. 곧 도시는 공식적으로 개신교를 선언했고, 교회에서 사진이 제거되었으며 주교는 일시적으로 호수 건너편의 작은 마을인 메르스부르크로 이사했다. 도시는 먼저 네 도시의 신앙고백을 따르고 아우크스부르크 신앙고백을 따랐다. 그러나 1548년 카를 5세 황제는 콘스탄츠에 대한 제국 금지령을 내렸고, 갑자기 공격한 합스부르크 오스트리아에게 항복해야 했다. 따라서 콘스탄츠는 제국 도시로서의 지위를 상실했다. 새로운 합스부르크 통치자들은 재가톨릭화 하기를 열망했다. 그리고 1604년에 예수회 대학이 문을 열었다. 1610년에 지어진 부속 극장은 여전히 정기적으로 공연하는 독일에서 가장 오래된 극장이다.
이 도시는 1806년에 바덴 대공국의 일부가 되었다. 1821년에 콘스탄스 주교구는 해산되어 프라이부르크 대교구의 일부가 되었다. 콘스탄츠는 독일 통일 기간인 1871년 독일 제국의 일부가 되었다. 제1차 세계 대전 후에 이곳은 바덴 공화국에 포함되었다.
1940년 10월 22일, 마지막 유대인 거주자 중 110명이 프랑스의 구르 수용소로 이송되었다. 1942년 8월에 살아 있던 대부분의 사람들은 소비보르나 아우슈비츠에서 살해당했다.
콘스탄츠는 스위스 국경에 바로 인접해 있고, 거의 스위스 내에 있기 때문에 제2차 세계 대전 중에 연합군의 폭격을 받지 않았다. 도시는 밤에 모든 불을 켰고, 따라서 폭격기들은 그것이 실제로 스위스의 일부라고 생각하도록 속였다. 전쟁이 끝난 후, 콘스탄츠는 처음에는 남바덴에 포함되었고, 그 다음에는 바덴뷔르템베르크의 새로운 주에 포함되었다.
현대 콘스탄츠의 작은 규모에 비해 규모가 큰 알트슈타트(구시가지)에는 오래된 건물과 구불구불한 골목이 많다. 도시의 스카이라인은 콘스탄츠 대성당, 다른 여러 교회, 성벽에서 남겨진 세 개의 탑에 의해 지배되며, 그중 하나는 라인강을 가로지르는 이전 중세 다리의 위치를 표시한다.
콘스탄츠 대학교는 1966년 마을 근처에 설립되었다. 약 2백만 권의 책이 있는 훌륭한 도서관과 하루 24시간 자유롭게 이용할 수 있는 식물원이 있다. 특히 2007년부터 독일 대학 우수 이니셔티브(German Universities Excellence Initiative)에서 가장 성공적인 9개 독일 대학 중 하나인 이 대학은 소위 ‘엘리트 대학’으로 상당한 명성을 얻었다.
콘스탄츠는 유명한 체펠린 비행선의 건조자인 페르디난트 폰 체펠린 백작의 출생지였다. 2010년대 후반에 콘스탄츠는 독일의 기본 품목에 대한 저렴한 가격, 스위스 프랑과 유로 사이의 유리한 환율, 독일의 관대한 부가가치세 환급 덕분에 비유럽 연합 거주자에게 스위스의 국경 간 쇼핑을 위한 인기 있는 목적지가 되었다. H&M 및 dm과 같은 소매체인이 무역을 수용하기 위해 도시의 중앙 광장 근처에 대규모 신규 상점을 건설했으며, 일부 콘스탄츠 주민들은 이 과정에서 도시가 역사적 성격을 잃어가고 있다고 느꼈다. 그들 중 많은 사람들이 토요일에 그 지역을 피한다. 이로 인해 크로이츨링엔 시가 이 무역으로 인한 경제적 이익을 보지 못했기 때문에 크로이츨링엔의 공무원들과 마찰이 생겼고, 독일 정부에 VAT 환급 문제를 제기하도록 요청했다. 이후 독일은 환급받을 독일 VAT에 대해 영수증당 최소 지출 금액을 €50,01로 도입했다. 통관 센터는 쇼핑센터 근처에 편리하게 위치해 있다.

## 위치
이 도시는 바덴-뷔르템베르크주에 있으며 콘스탄스 호수(독일어로 보덴제) 유역에 위치해 있다. 스위스 알프스에서 시작되는 라인강은 보덴 호수를 지나 도시의 두 부분을 연결하는 다리 아래로 흐르면서 훨씬 더 커진다. 강의 북쪽에는 주거 지역, 산업단지와 콘스탄츠 대학교가 있는 도시의 더 큰 부분이 있다. 강 남쪽에는 호히슐레 또는 응용과학 대학교 외에도 관리 센터와 쇼핑 시설이 있는 구시가지가 있다. 자동차 페리를 통해 콘스탄스 호수를 건너 메르스부르크까지 이동할 수 있다. 그리고 카타마란은 프리드리히샤펜까지 보행자를 위한 셔틀 서비스를 제공한다. 독일-스위스 국경은 도시의 남서쪽과 남쪽 가장자리를 따라 이어지며, 스위스 크로이즐링엔 마을과 구분된다.

## 행정구역
콘스탄츠는 15개의 동 또는 구(Stadtteile)로 세분화된다. 마이나우섬은 1971년 12월 1일 콘스탄츠에 통합될 때까지 별도의 시정촌인 리첼슈테텐 동에 속해 있었다.

콘스탄츠 - Konstanz
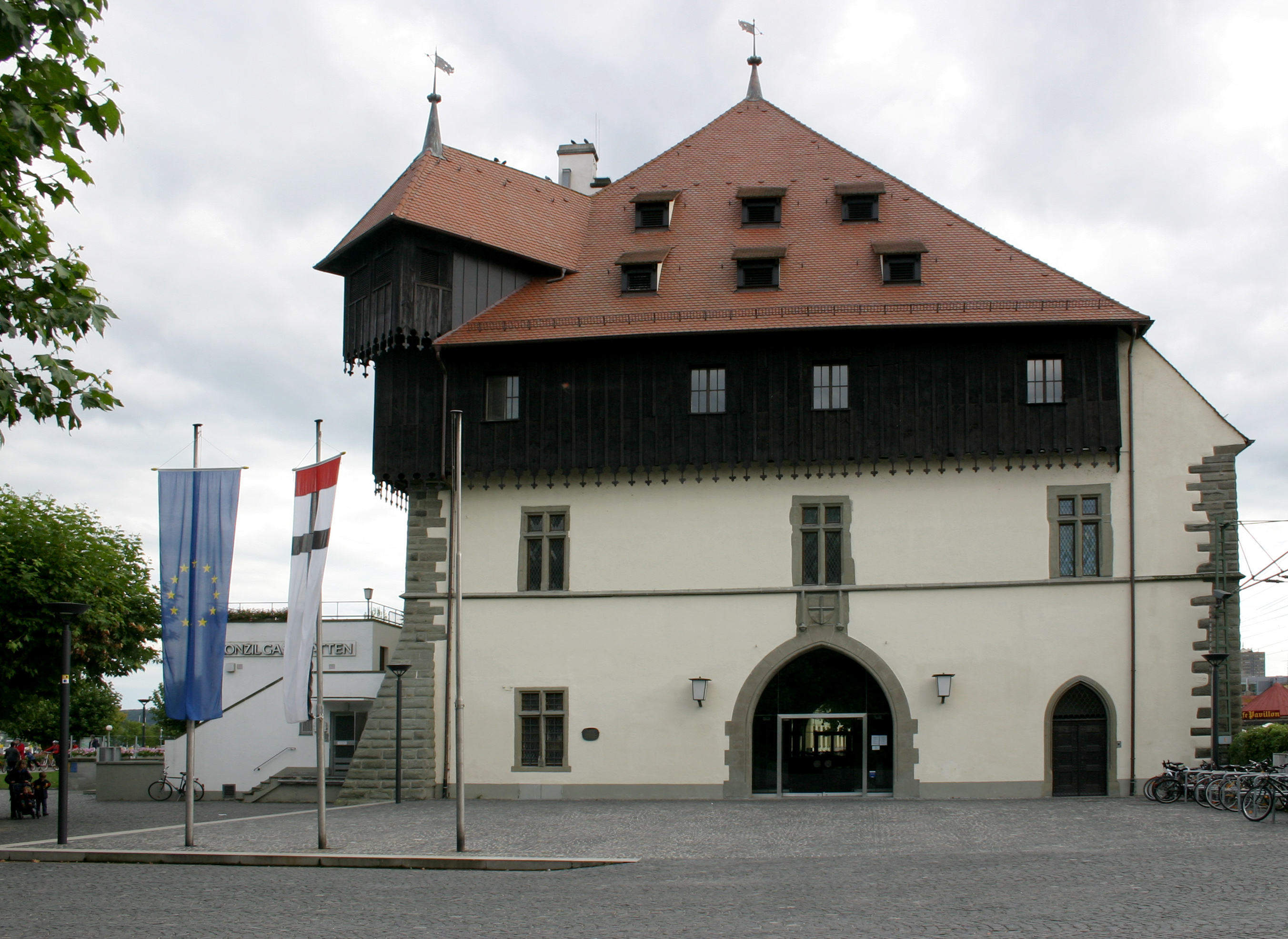
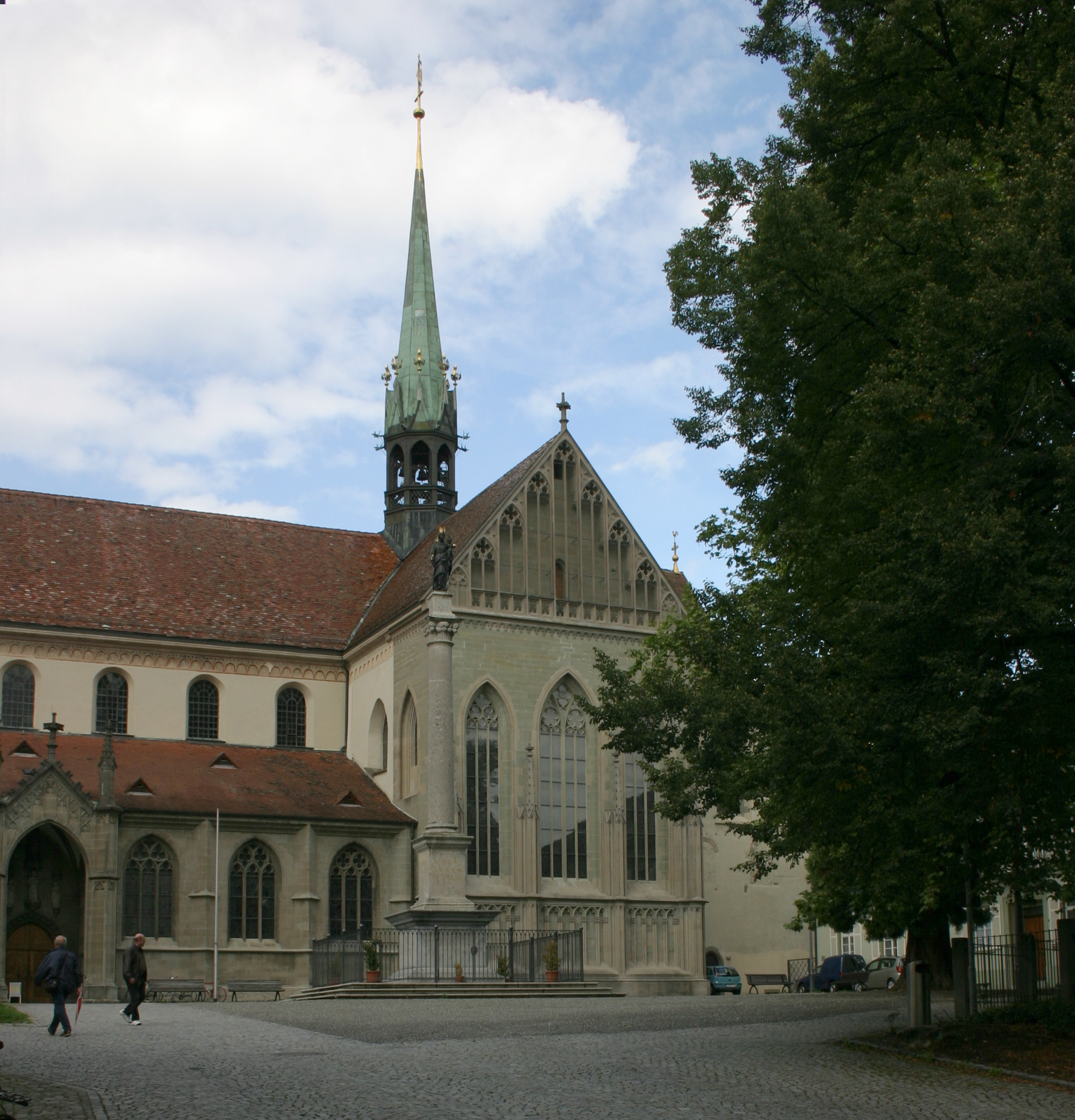
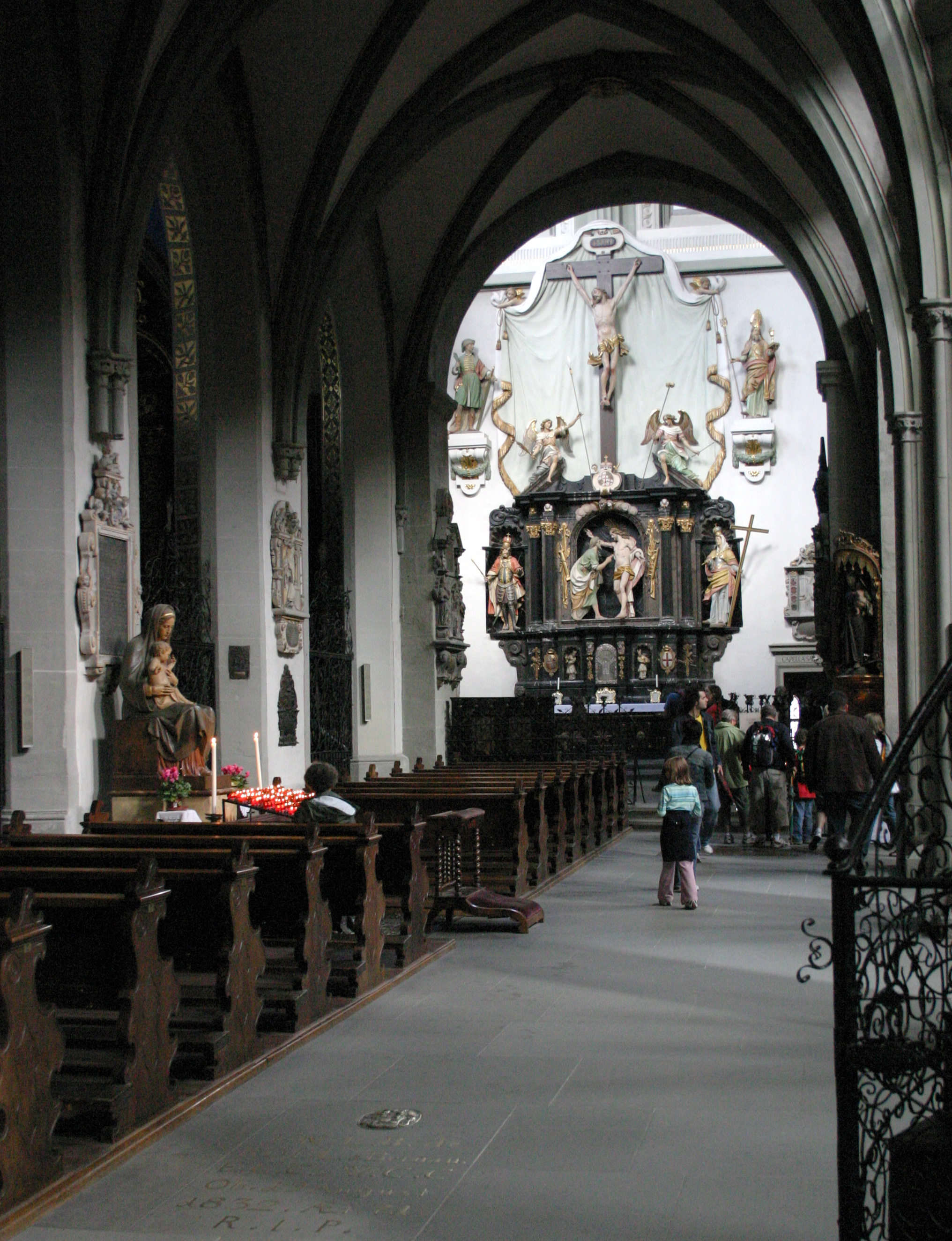
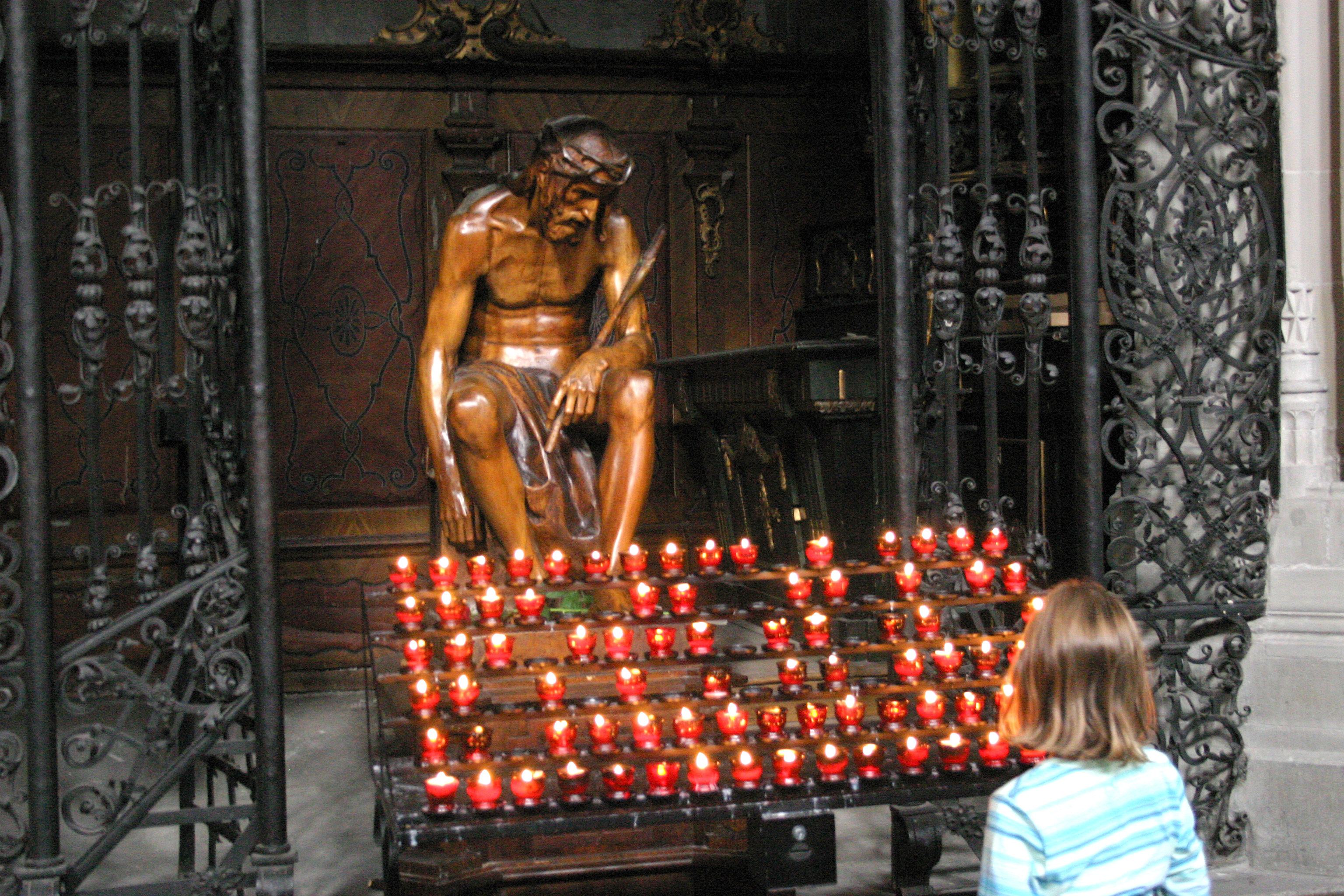
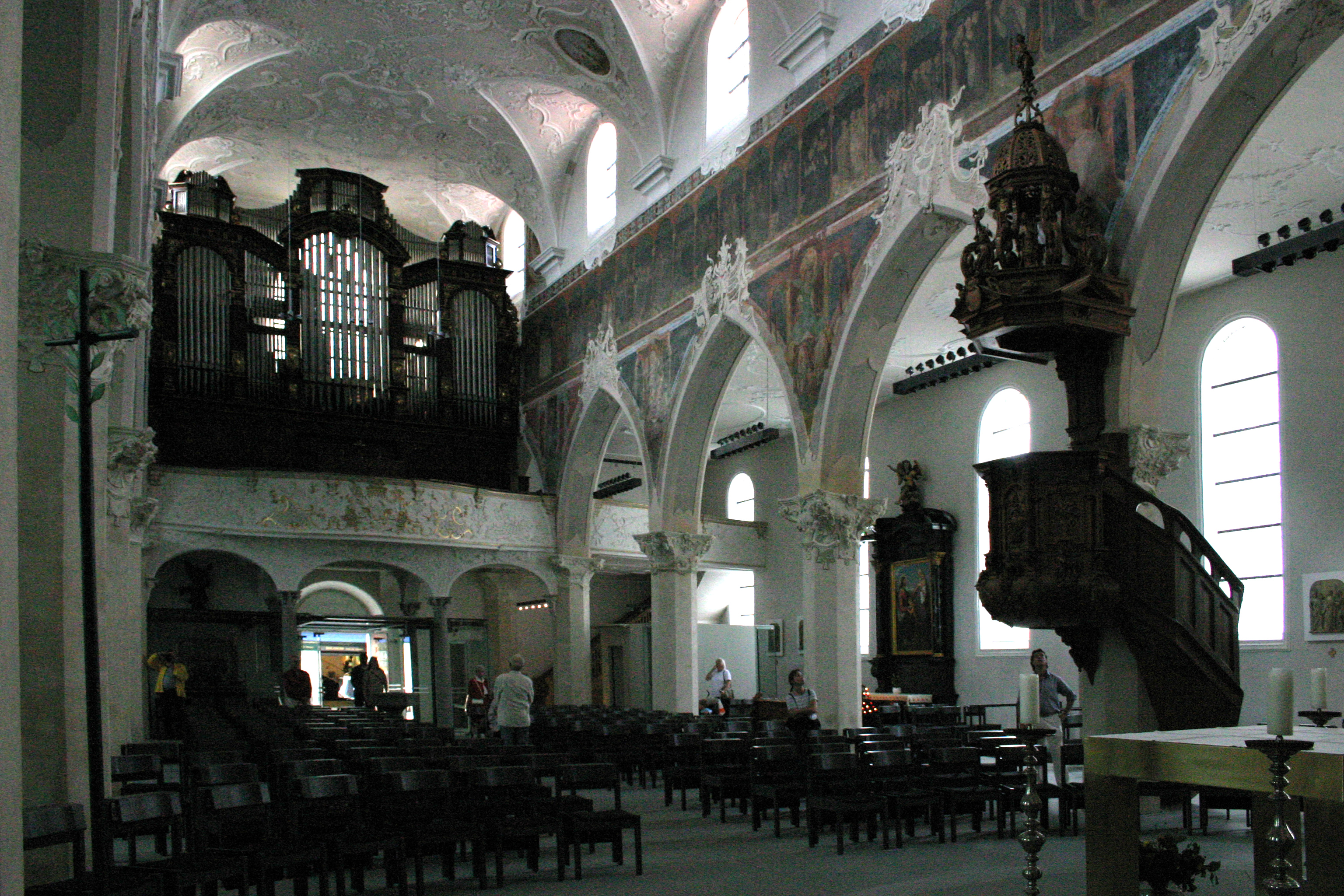
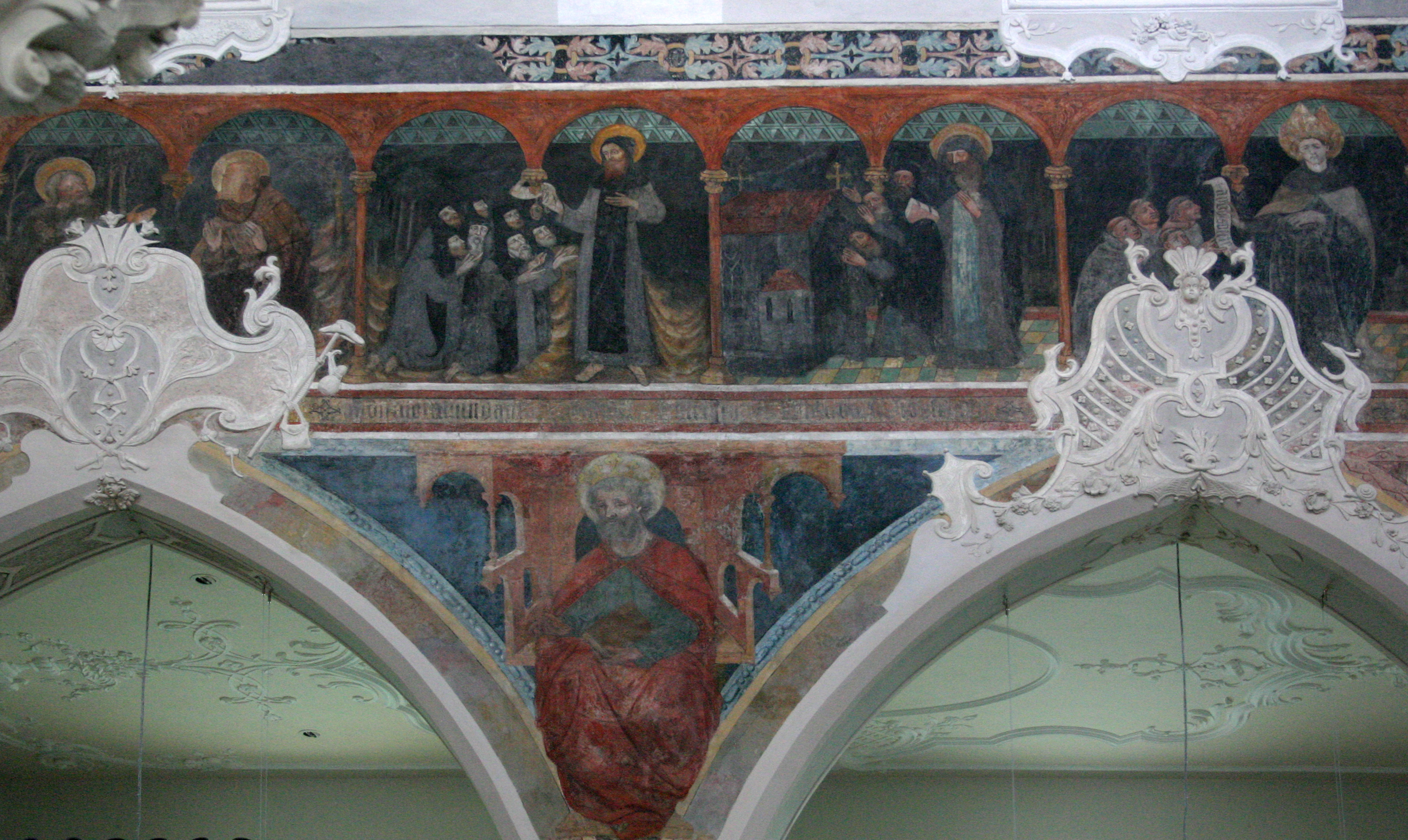
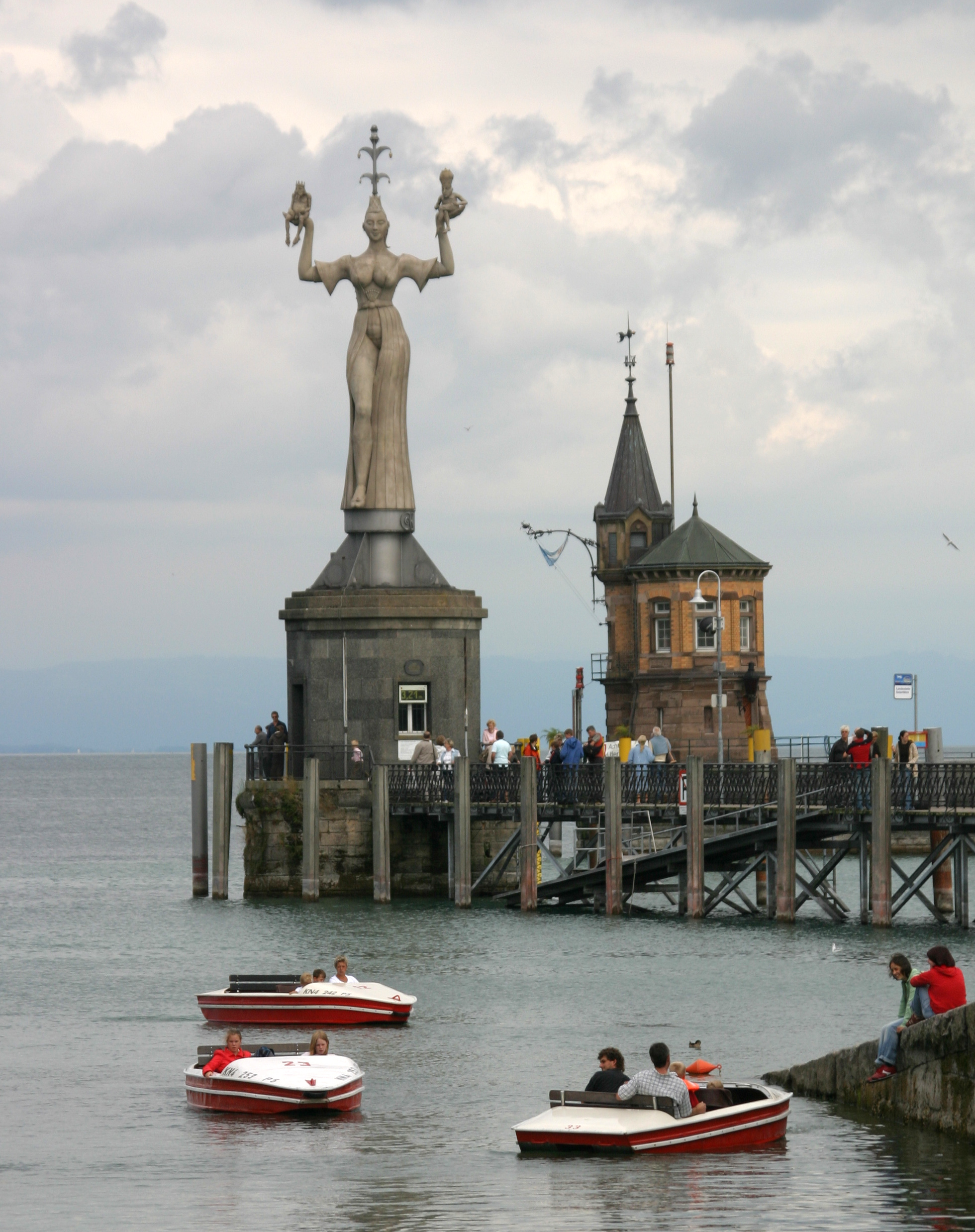
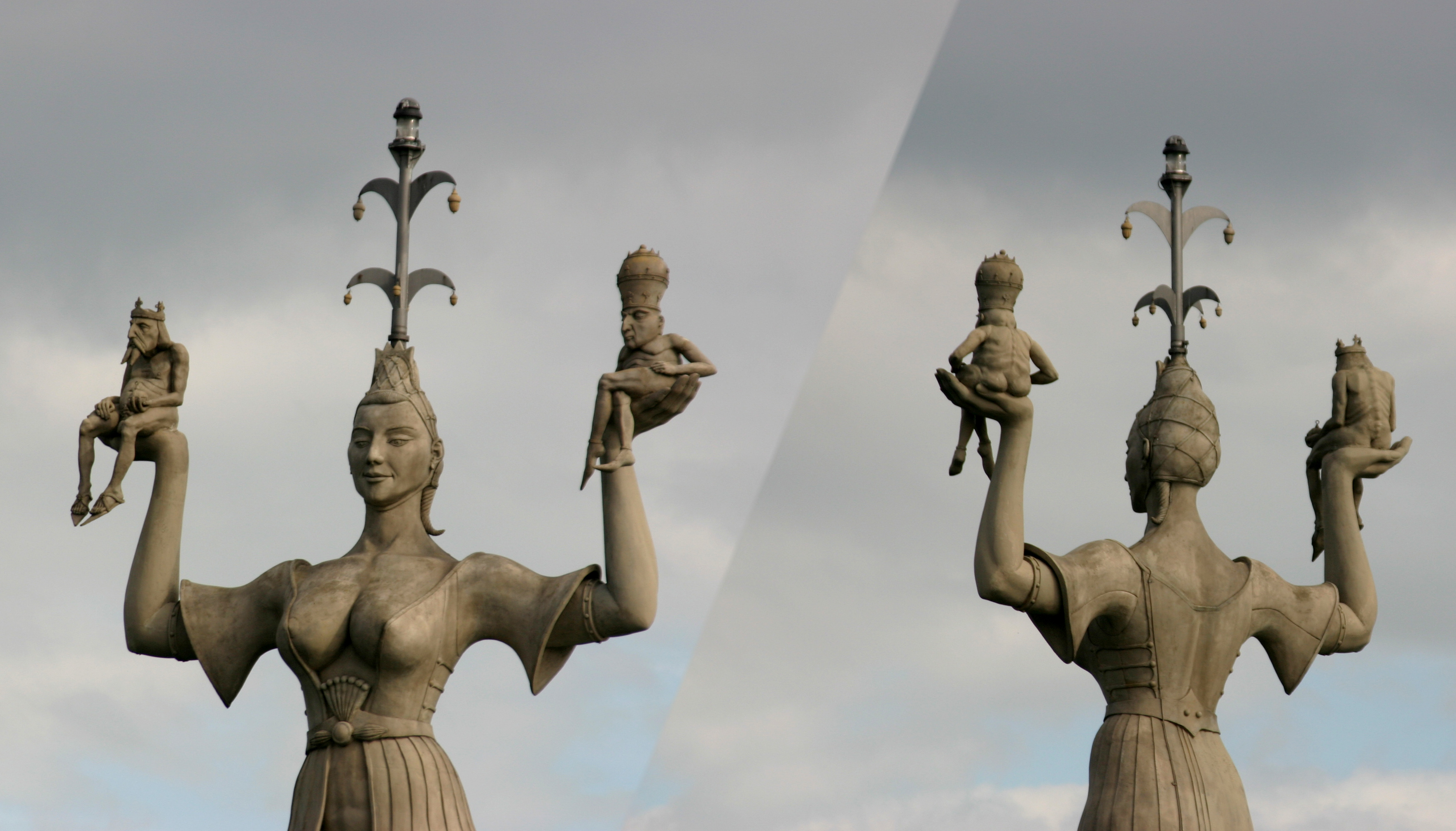

## 기후
독일 남서부에 위치한 콘스탄츠는 춥고, 눈 덮인 겨울뿐만 아니라 따뜻하고, 습한 여름(호수로 완화됨)과 함께 악화된 해양성 기후(쾨펜 : Cfb)를 제공한다.
| 콘스탄츠, 1981–2010 (출처: DWD)의 기후 | 콘스탄츠, 1981–2010 (출처: DWD)의 기후 | 콘스탄츠, 1981–2010 (출처: DWD)의 기후 | 콘스탄츠, 1981–2010 (출처: DWD)의 기후 | 콘스탄츠, 1981–2010 (출처: DWD)의 기후 | 콘스탄츠, 1981–2010 (출처: DWD)의 기후 | 콘스탄츠, 1981–2010 (출처: DWD)의 기후 | 콘스탄츠, 1981–2010 (출처: DWD)의 기후 | 콘스탄츠, 1981–2010 (출처: DWD)의 기후 | 콘스탄츠, 1981–2010 (출처: DWD)의 기후 | 콘스탄츠, 1981–2010 (출처: DWD)의 기후 | 콘스탄츠, 1981–2010 (출처: DWD)의 기후 | 콘스탄츠, 1981–2010 (출처: DWD)의 기후 | 콘스탄츠, 1981–2010 (출처: DWD)의 기후 |
| 월                                     | 1월                                    | 2월                                    | 3월                                    | 4월                                    | 5월                                    | 6월                                    | 7월                                    | 8월                                    | 9월                                    | 10월                                   | 11월                                   | 12월                                   | 연간                                   |
| -------------------------------------- | -------------------------------------- | -------------------------------------- | -------------------------------------- | -------------------------------------- | -------------------------------------- | -------------------------------------- | -------------------------------------- | -------------------------------------- | -------------------------------------- | -------------------------------------- | -------------------------------------- | -------------------------------------- | -------------------------------------- |
| 일평균 최고 기온 °C (°F)               | 3.2 (37.8)                             | 5.1 (41.2)                             | 10.4 (50.7)                            | 17.0 (62.6)                            | 21.9 (71.4)                            | 24.9 (76.8)                            | 26.7 (80.1)                            | 26.6 (79.9)                            | 21.9 (71.4)                            | 17.3 (63.1)                            | 7.6 (45.7)                             | 4.1 (39.4)                             | 14.34 (57.81)                          |
| 일평균 최저 기온 °C (°F)               | −2.3 (27.9)                            | −2.0 (28.4)                            | 1.0 (33.8)                             | 3.8 (38.8)                             | 8.2 (46.8)                             | 11.5 (52.7)                            | 13.5 (56.3)                            | 13.3 (55.9)                            | 10.1 (50.2)                            | 6.4 (43.5)                             | 1.7 (35.1)                             | −0.9 (30.4)                            | 5.4 (41.7)                             |
| 평균 강수량 mm (인치)                  | 44.0 (1.73)                            | 45.0 (1.77)                            | 54.7 (2.15)                            | 61.5 (2.42)                            | 89.2 (3.51)                            | 98.3 (3.87)                            | 97.4 (3.83)                            | 89.3 (3.52)                            | 76.7 (3.02)                            | 62.7 (2.47)                            | 60.0 (2.36)                            | 66.1 (2.60)                            | 844.78 (33.26)                         |
| 평균 월간 일조시간                     | 50.2                                   | 81.9                                   | 135.3                                  | 176.9                                  | 209.9                                  | 225.3                                  | 249.2                                  | 225.6                                  | 160.1                                  | 98.8                                   | 53.8                                   | 40.6                                   | 1,707.66                               |
| 출처: Data derived from 독일 기상청    |                                        |                                        |                                        |                                        |                                        |                                        |                                        |                                        |                                        |                                        |                                        |                                        |                                        |

## 세계유산
그것은 유네스코 세계문화유산 알프스 주변의 선사시대 말뚝 주거지의 일부인 하나 이상의 선사 시대 말뚝 주거지 (또는 수상 가옥)의 본거지이다.

## 교통
콘스탄츠역은 독일 전역으로 연결되는 징엔까지 서쪽으로 달리는 하이라인 철도와 스위스로 남쪽으로 달리는 에츠빌렌-콘스탄츠선이 있으며 바인펠덴의 주요 노선과 연결된다. 서비스는 도이치반 AG와 스위스 THURBO 회사 및 독일 자회사에서 제공한다. 가장 가까운 공항은 프리드리히스하펜에 있으며, 호수에서 고속 페리 서비스를 이용하면 콘스탄츠를 다른 호숫가 마을로 연결한다. 공항은 주로 국내선을 운항하지만, 오스트리아 및 터키행 항공편을 사용할 수 있다. 가장 가까운 국제공항은 바젤의 슈투트가르트와 콘스탄츠에서 직행 열차가 운행되는 취리히에 있다. 도시 내 버스 서비스는 슈타트베르케 콘스탄츠 GmbH에서 제공한다.
또한 콘스탄츠와 프리드리히샤펜은 2005년부터 두 쌍동선(2008년부터 3개)인 콘스탄스와 프리돌린에 의해 연결되었다.

## 같이 보기
- 콘스탄츠 대학교